# Sher Bahadur Deuba

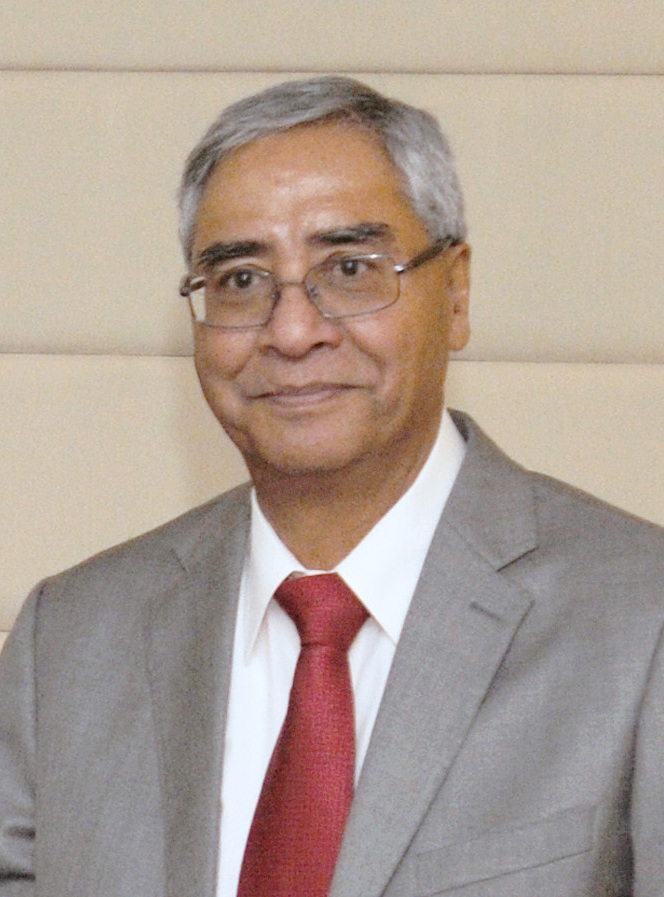
Sher Bahadur Deuba in 2013

Sher Bahadur Deuba (zone Mahakali, district Dadheldhura, 13 juni 1946) is een Nepalees politicus en leider van de Nepalese Congrespartij. Vijfmaal was hij premier van Nepal: van 1995 tot 1997, van 2001 tot 2002, van 2004 tot 2005, van 2017 tot 2018 en van 2021 tot 2022.

## Biografie
Deuba werd in 1965 om zijn politieke activiteiten voor de Nepalese Congrespartij gearresteerd. In 1974 kwam hij weer vrij en begon een studie aan de Tribhuvana Universiteit van Nepal. Van 1982 tot 1986 zat hij in het adviserende comité van de (illegale) Nepalese Congrespartij (NCP). In 1990 werd hij minister van Binnenlandse Zaken in de eerste democratische regering van Nepal. In 1995 werd hij voor de eerste keer premier (tot 1997). Hij nam nog tal van andere ministerposten op zich. 
In 2001, na de moord op koning Birendra van Nepal, werd Deuba voor de tweede keer minister-president. In oktober 2002 werd hij echter afgezet door koning Gyanendra van Nepal die tijdelijk zelf de macht in handen nam. In de Congrespartij had zich intussen een breuk voorgedaan, en Deuba had met zijn aanhang de Democratische Congrespartij gesticht. In juli 2004 werd hij opnieuw premier. Zijn belangrijkste taak was om een einde te maken aan de burgeroorlog tussen de maoïstische rebellen en het regeringsleger. Koning Gyanendra zette hem op 1 februari 2005 echter opnieuw af omdat hij vond dat Deuba er niet in was geslaagd om met de maoïsten te onderhandelen. Enige tijd later werd hij gearresteerd wegens corruptie, maar op 14 februari 2006 sprak het Hooggerechtshof van Nepal hem vrij.
In 2007 werd de Democratische Congrespartij opgeheven en keerde Deuba terug bij de Nepalese Congrespartij. Op 7 juni 2017 werd hij door het parlement van Nepal opnieuw tot regeringsleider gekozen. Hij bleef aan tot 15 februari 2018 en werd opgevolgd door Khadga Prasad Oli van de Communistische Partij. In juli 2021 werd Deuba voor een vijfde keer tot premier benoemd. Ditmaal bekleedde hij de functie tot 26 december 2022.